# Platylabus pulcher
Platylabus pulcher är en stekelart som beskrevs av Joseph Augustine Cushman 1922. Platylabus pulcher ingår i släktet Platylabus och familjen brokparasitsteklar. Inga underarter finns listade i Catalogue of Life.